# Konstancij II.
Konstancij II. (latinsko: Flavius Julius Constantius Augustus), cesar Rimskega cesarstva od leta 337 do 361, * 7. avgust 317, Sirmium (Sremska Mitrovica), Panonija, Rimsko cesarstvo, † 3. november 361, Mopsuestia, Kilikija, Rimsko cesarstvo. 
Konstancij je bil drugi sin cesarja Konstantina I. in njegove žene Fauste. Po očetovi smrti je skupaj z bratoma Konstantinom II. in Konstansom nasledil rimski prestol. Leta 340 sta se njegova brata sprla za zahodnje province cesarstva. Konstantina II. so še istega leta pri Ogleju ubili iz zasede in Konstans je postal vladar zahodnega dela Rimskega cesarstva, dokler ga ni leta 350 ubil uzurpator Magnencij. Ker Konstancij ni hotel sprejeti položaja Magnencijevega socesarja, ga je napadel in v bitkah pri Mursi in Mons Seleucu v Galiji porazil. Magnencij je po porazu naredil samomor in Konstancij je postal edini vladar celega Rimskega cesarstva. 
PO vojni z Magnencijem se je odpravil na uspešen vojni pohod proti germanskim. leta 354 je porazil Alemane in leta 357  udaril preko Donave na  Kvade in Sarmate. Dve desetletji trajajoča vojna na vzhodu s Sasanidi se je medtem nadaljevala z mešanimi uspehi.
Zaradi težav pri vladanju tako velikemu cesarstvu, je Konstancij dva svoja bratranca povišal v položaj cezarja. Konstancija Gala, najstarejšega preživelega sina polstrica Julija Konstancija, je povišal leta 351 in ga tri leta kasneje usmrtil zaradi domnevno nasilnega in podkupljivega obnašanja. Po njegovi smrti je leta 355 v cezarja povišal njegovega mlajšega polbrata Julijana, ki je bil njegov zadnji živeči brartanec in njegov naslednik. 
Julijan je leta 360 od Konstancija zahteval, da ga poviša na položaj avgusta, kar je sprožilo vojno med njima. Ker je Konstancij zbolel in konec leta 361 umrl, se je vojna končala brez bitke. Na smrtni postelji je Julijana imenoval  za svojega zakonitega naslednika.

## Življenjepis

### Mladost
Rojen je bill leta 317 v Sirmiumu (Sremska Mitrovica, Srbija) v Spodnji Panoniji kot tretji otrok Konstantina Velikega in njegove druge žene Fauste, hčerke cesarja Maksimijana (vladal 286-305). 13. novembra 324 ga je oče razglasil za cezarja.
Leta 336 so se v Armeniji začeli verski nemiri in napeti odnosi med Konstantinom in kraljem Šapurjem II. so sprožili vojno med Rimom in sasanidsko Perzijo. Konstantin je med pripravami na vojno zbolel, zato je na vzhod poslal Konstancija, da bi prevzel poveljstvo vzhodne fronte.  Perzijski general Narses je pred Konstancijevim prihodom opustošil Mezopotamijo in zasedel Amido. Konstancij je Narsesa napadel in ga v bitki pri Narasari porazil in ubil.  Osvobodil je Amido in začel utrjevati mesto z obzidjem in visokimi obrambnimi stolpi in v zaledju mesta zgradil novo trdnjavo Antinopolis.

### Avgust na vzhodu
Na začetku leta 337 je Konstancij izvedel, da bo oče kmalu umrl, zato se je takoj vrnil v Konstantinopel. Po Konstantinovi smrti in slavnostnem pogrebu v cerkvi Svetih apostolov je Konstancij verjetno ukazal pokol svojih sorodnikov iz drugega zakona svojega starega očeta po očetovi strani Konstancija Klora, katerega okoliščine niso povsem jasne. Zgodovinar  Evtropij, ki je pisal od leta 350 do 370, pravi, da je Konstancij "dejanje dovolil, ne pa tudi ukazal". V pokolu sta bila ubita dva Konstancijeva strica in šest bratrancev, med njimi tudi Hanibalijan in Dalmacij, vladarja Ponta in Mezije. Preživeli so Konstancijev starejši brat Konstantin II.,  mlajši brat Konstans in bratranci Gal, Julijan in Nepotijan.  
Bratje so se kmalu po pokolu srečali v Sirmiumu in formalizirali delitev Rimskega cesarstva. Konstancij je dobil vzhodne province, vključno z Egiptom, Sirijo, Trakijo in Malo Azijo, Konstantin II. Britanijo, Galijo, Hispanijo (Iberski polotok) in Mavretanijo (Libija), Konstans, ki je na začetku vladal pod Konstantinovim pokroviteljstvom, pa  Italijo, Afriko, Ilirik, Panonijo, Makedonijo in Ahajo.
Konstancij je zatem odšel v Antiohijo, da bi nadaljeval vojno s Perzijo. Kralj Šapur je med njegovov odsotnostjo na začetku leta 337 zbral veliko vojsko, v kateri so bili tudi bojni sloni, napadel Mezopotamijo in začel oblegati Nisibis. Po začetnih uspehih je obleganje prekinil in zamudil priložnost, da bi preko porušenega obzidja osvojil mesto. Ko je Konstancij izvedel za Šapurjev umik z rimskih ozemelj, je svojo vojsko pripravil za protinapad. Večino svojega časa je porabil za obrambo vzhodne meje cesarstva proti agresivnemu Šapurju II.. Spopadi so bili zato omejeni samo na perzijska obleganja večjih rimskih utrdb, med njimi Nisibisa (Nusaybin), Singare in Amide (Diyarbakir). Čeprav so Perzijci v večini spopadov zmagali, so bili njihovi vojaški dosežki v resnici zelo skromni.  Rimljani so dosegli prepričljivo zmago v bitki pri Narasari, v kateri su ubili generala Narsesa, in Shapur se je moral umakniti, ne da bi v vojni kaj pridobil.
Brat Konstantin je medtem poskušal dobiti oblast nad Konstansovim delom cesarstva, kar je povzročilo vojno. Ko so Konstantina leta 340 pri Ogleju ubili iz zasede, je Konstans je prevzel oblast nad bratovim kraljestvom in postal edini vladar zahodnih dveh tretjin cesarstva. Takšna delitev je trajala do leta 350, ko so Konstansa ubili pristaši uzurpatorja Magnencija.

### Vojna z Magnencijem
Takšna delitev cesarstva za Konstancija, ki je ostal edini živi sin Konstantina Velikega, ni bila nesprejemljiva, je zahteval, da položaj imperatorja pripade njemu. Odločil se je, da bo napadel Magnencija, oblast na vzhodu pa je zaradi varnosti prepustil bratrancu Konstanciju Galu, katerega je povišal v cezarja vzhodnih provinc. Da bi si zagotovil Galovo lojalnost, je z njim poročil svojo starejšo sestro Konstantino.
Pred soočenjem z Magnencijem se je nameraval pogovoriti z lojalnim generalom Vetranionom, ki se je po Konstansovi smrti na željo njegove sestre Konstantine in s podporo vojske razglasil za cesarja. Vetranion je Konstanciju pisno zagotovil svojo lojalnost, Konstancij pa jo je sprejel, morda zato, da ne bi Magnencij dobil še večje podpore. Te dogodke je morda vzpodbudila tudi Konstantina, ki je odpotovala na vzhod, da bi se poročila s Konstancijem Galom. Konstancij je Vetranionu poslal cesarski diadem in generala povišal v avgusta. Pri prvem srečanju s Konstancijem je Vetranion prostovoljno odstopil s tega položaja in sprejel njegovo ponudbo za udobno upokojitev v Bitiniji.
Naslednje leto se je Konstancij v Panoniji z veliko vojsko spopadel z Magnencijem v bitki pri Mursi, ki je bila ena največjih in najbolj krvavih bitk med rimskimi vojskami v rimski zgodovini. Zmagal je Konstancij, vendar je zmago plačal visoko ceno. Magnenciju je uspelo preživeti in se umakniti v severno Italijo. Konstancij ga ni zasledoval, ampak je s svojo vojsko raje zavaroval severno mejo cesarstva na Donavi. Na začetku leta 352 je bil nekaj mesecev na vojnem pohodu proti Sarmatom ob srednji Donavi, ko je dosegel svoj cilj pa se je končno odpravil proti Magnenciju v Italiji.  Njegova akcija je vzpodbudila italijanska mesta, da so prešla na njegovo stran in izgnala Magnencijeve garnizije. Magnencij se je pred njim umaknil v južno Galijo.
Leta 353 sta se nasprornika še zadnjič spopadla v južni Galiji v bitki pri Mons Selevku, v kateri je Konstancij ponovno zmagal. Magnencij je spoznal brezupnost svojega položaja in je 10. avgusta 353 naredil samomor.

### Edini vladar cesarstva
Konstancij je večino leta 353 in začetek leta 354 preživel na vojnem pohodu proti Alemanom na donavski meji cesarstva. Pohod proti njim je bil uspešen in vdori Alemanov so za nekaj časa prenehali. Na pohodu je dobil nekaj nekaj vznemirljivih poročil o dejanjih nečaka Konstancija Gala [33] in morda prav zaradi tega sklenil z Alemani premirje in odpotoval v Mediolanum (Milano).
V Mediolanu je iz neznanega vzroka k sebi najprej poklical Galovega magistra equitum Ursicina, za njim pa še samega Gala in njegovo ženo Konstantino. Oba sta se z ukazom najprej strinjala, ko je Konstantina na poti v Mediolanum v Bitiniji umrla,  pa je Gal začel omahovati. Po krajšem prepričevanju Konstancijevih agentov je Gal nadaljeval potovanje na zahod in skozi Konstantinopel in Trakijo dopotoval do Poetovia (Ptuj).
V Poetoviu so ga Konstancijevi vojaki aretirali in  oodpeljali v Polo (Pulj), kjer so ga zaslišali. Gal je na zaslišanju trdil, da je vse težave povzročila pokojna Konstantina, ko je bil on v vzhodnih provincah.  Njegove izjave so tako razjezile Konstancija, da je takoj zahteval njegovo usmrtitev. Kmalu zatem se je premislil in svoj ukaz preklical. Na Galovo nesrečo je eden od Konstancijevih evnuhov Evzebij njegov preklic zadržal in Gala so usmrtili.

### Več uzurpatorjev in Julijan Odpadnik
11. avgusta 355 se je v Galiji uprl magister militum Klavdij Silvan. Silvan je na začetku podpiral uzurpatorja Magnencija, po bitki pri Mursi Maior pa je prestopil na Konstancijevo stran. Konstancij ga je zato leta 353 povišal v magistra militum z nalogo, da prepreči napade Germanov in jih prežene preko Rena. Silvan je nalogo uspešno opravil s podkupovanjem germanskih plemen z denarjem, ki ga je z davki zbral v Galiji. Konstancijevi dvorjani in Silvanovi nasprotniki so ga lažno obtožili, da kuje zaroto proti cesarju in Konstancij ga je poklical na zagovor v Mediolanum. Ko je Silvan izvedel za dvorno spletko, se je v strahu za lastno življenje s podporo vojske razglasil za cesarja. Njegov največji nasprotnik Ursicinij, ki je nameraval zasesti njegov položaj, je podkupil skupino vojakov, da so Silvana ubili.
Konstancij je po njegovem uporu spoznal, da ima v cesarstvu še mnogo drugih nasprotnikov, ki jih sam ne bo mogel obvladati, zato je 6. novembra 355 svojega zadnjega živega bratranca Julijana povišal na položaj cezarja.  Nekaj dni kasneje ga je poročil s svojo zadnjo živo sestro Heleno in ga poslal iz Galije.
Naslednjih nekaj let je preživel v zahodnem delu cesarstva in nadziral dogajanja predvsem iz svojega sedeža v Mediolanu. Leta 357 je prvič in edinokrat obiskal Rim. Še istega leta je iz Panonije in Mezije izgnal  Sarmate in Kvade in jih zatem uspešno napadal preko Donave.
Pozimi leta 357/358 je sprejel odposlance perzijskega kralja Šapurja II., ki so zahtevali, da jim Rimljani vrnejo ozemlja, ki so jih z mirovno pogodbo leta 298 dobili od perzijskega kralja Nasreha. Konstancij je njihovo zahtevo zavrnil, hkrati pa se je želel izogniti novi vojni in je Šapurju II. poslal dvs skupini odposlancev.. Šapur II. je zaradi njegove zavrnitve napadel Mezopotamijo. Ko je Konstancij leta 360 izvedel, da so Perzijci opustošil Singaro in osvojil Kiphas (Hasankeyf), Amido in Ad Tigris  (Cizre), se je odločil oditi na vzhod in se sam spopast s Perzijci.

### Julijanova uzurpacija oblasti in kriza na vzhodu
Julijan je medtem izvojeval nekaj zmag proti Alemanom, ki so ponovno napadli Galijo. Ko je Konstancij od njega zahteval, da z delom svoje vojske okrepi vojsko na vzhodu, so se galske legije temu uprle in Julijana proglasile za avgusta. 
Konstancij se zaradi neposredne sasanidske grožnje ni mogel odzvati na bratrančevo uzurpacijo oblasti in ga je lahko samo preko svojih odposlancev prepričeval, naj se odpove naslovu avgusta in se zadovolji z naslovom cezar. 
Leta 361 Konstancij ni imel druge izbire, kot da na silo obračuna z uzurpatorjem, čeprav so Sasanidi še vedno ogrožali vzhodno mejo cesarstva. Na začetku leta 361 je najprej brez uspeha poskušal osvojiti  izgubljeno trdnjavo Ad Tigris, potem pa se je umaknil v Antiohijo, pregrupiral svojo vojsko in jo pripravil na spopad s Šapurjem II.. Ker je sasanidska vojska v preteklem letu utrpela zelo velike izgube, se Šapur ni odločil za nov krog vojnih pohodov. Sovražnosti so za nekaj časa prenehale, tako da je lahko Konstancij preusmeril svojo pozornost na Julijana.

## Smrt
Zbral je vse razpoložljive sile in se odpravil na zahod. Še pred prihodom v Mopsuestijo v Kilikiji je smrtno zbolel in postalo mu je jasno, da srečanja z Julijanom ne bo doživel. Malo pred smrtjo ga je antioški semiarianski škof krstil, potem pa je Julijana razglasil za svojega zakonitega naslednika.  3. novembra 361 je umrl.

## Družina
Konstancij II. je bil trikrat poročen.
Prva žena je bila hčerka njegovega polstrica Julija Konstancija, katere ime ni znano. Umrla je leta 352 ali 353.
Druga žena, Evzebija, je bila Makedonka iz Soluna. Z njo se je poročil po Magnencijevem porazu leta 353. Umrla je leta 360.
S tretjo ženo Faustino se je poročil leta 360. Z njo je imel edinega otroka, hčerko Flavijo Maksimo Konstancijo, ki se je poročila s cesarjem Gracijanom.

## Verska vprašanja
Konstancija je očitno zelo zanimalo stanje vere v Rimskem cesarstvu. Kot krščanski rimski cesar se je zavzemal predvsem za pospeševanja krščanstva na račun rimskega mnogoboštva  oziroma poganstva. Med svojim vladanjem je izdal veliko različnih ediktov z versko vsebino in aktivno sodeloval v oblikovanju krščanske cerkve.

### Poganstvo
Konstancij II. ni bil fanatičen nasprotnik poganstva in ni nikoli niti poskušal razpustiti raznih rimskih duhovniških kolegijev ali na primer vestalk.  Nikoli ni deloval proti raznim poganskim šolam in je včasih celo poskušal zaščititi poganstvo. Med drugim je ukazal volitve za izbor duhovnika za Afriko in bil do smrti pontifex maximus, po smrti pa ga je rimski senat celo razglasil za boga. Njegovo relativno zmerno delovanje proti poganstvu  dokazuje tudi podatek, da se še dvajset let po njegovi smrti noben poganski senator ni pritožil zaradi slabega ravnanja zaradi njegovega verskega prepričanja.
Med Konstancijeve edikte, povezane s poganstvom, spadajo:
- prepoved žrtvovanja,[66]
- zapiranje poganskih templjev[67] in
- prepoved vedeževanja in čarovništva.[68]

### Krščanstvo
Čeprav pogosto velja prepričanje, da je bil Konstancij arijanec, je sam izbral tretjo, kompromisno različico krščanstva, ki je nekje med arijanstvom in nicejsko veroizpovedjo in se zato imenuje semiarijanstvo. Konstancij je poskušal pretaliti krščansko cerkev, da bi sledila tej kompromisni različici, zato je sklical več cerkvenih koncilov. Med njimi sta bila najpomembnejša koncila v Riminiju (za škofe zahodnega dela cesarstva) in njegov dvojček v Selevki (za škofe vzhodnega dela cesarstva), sklicana leta 359 oziroma 360.  Koncila nista zgladila notranjih nasprotij v krščanski cerkvi, zato je zgodovinar S.H.M. Jones o njiju napisal: "Na (Konstantinovo) žalost so teologe, katerih načela je sprejel, na koncu osramotili, nezadovoljneži, na katere je hotel pritisniti, da bi se prilagodili, pa so postali zmagovalci. Velika koncila leta 359-360 zato nista priznana kot ekumenska in Konstancij II. se ne omenja kot obnovitelj enotnosti cerkve, pač pa kot heretik, ki je hotel cerkvi vsiliti svojo voljo".
Med edikte, povezane s krščanstvom,  spadajo:
- osvoboditev  duhovnikov od obveznih javnih del,[73]
- osvoboditev  otrok duhovnikov od obveznih javnih del,[74]
- osvoboditev plačevanja davkov za duhovnike in njihove služabnike,[75] kasneje tudi za njihove družine,[76]
- vprašanje privatne lastnine duhovnikov,[77]
- izvzetje škofov iz sojenja pred posvetnimi sodišči,[78]
- krščanske prostitutke so lahko kupovali samo kristjani.[79]

### Judaizem
Judaizem je med Konstancijem doživel nekaj strogih omejitev, ki so, zgleda, sledile protijudovski politiki njegovega očeta. Skupaj z brati je na začetku svojega vladanja izdal dvojni edikt, ki je Judom  omejeval posedovanje sužnjev   in prepovedoval poroke med Judi in kristjankami. Naslednji edikt, ki ga je izdal kot edini vladar cesarstva, je določal, da osebi, ki je prestopila iz krščanstva v judaizem, država zaseže celotno premoženje. Konstancijevi ukrepi so se bolj kot na judovsko vero nanašali na  judovsko podjetništvo, ker so judovska privatna podjetja pogosto konkurirala državnim. Konstancij je poskušal zaščititi državna podjeta, tako da je, kolikor se je le dalo, omejil delo izkušenih mojstrov in sužnjev v judovskih podjetjih.
Med edikte, povezane z judaizmem,spadajo:
- tkalke, ki so bile zaposlene v državni tkalnici in so se zaposlile v judovski tkalnici, so se morale vrniti v državno tkalnico; Jud se ni smel poročiti s kristjanko ali jo poskušati spreobrniti v judaizem,[81]
- vse nejudovske sužnje v judovski lasti je zasegla država; če je Jud poskušal obrezati nejudovskega sužnja, ga je moral osvoboditi in bil obsojen na smrtno kazen; vsi krščanski sužnji so mu bili odvzeti in osvobojeni,[81]
- osebi, kateri so dokazali, da je prestopila iz krščanstva v judaizem, je država zasegla celotno premoženje.[82]

## Ugled
Konstancij II. je bil osebnost, ki jo je težko pravilno presoditi, predvsem zaradi nenaklonjenosti večine pisnih virov, ki ga omenjajo. A.H.M. Jones o njem pravi: "V Amianovih spisih je prikazan kot vesten cesar, toda domišljav in topoglav človek in kot tak lahek plen laskačev. Bil je bojazljiv in sumničav, kar so spretno izrabljali v svojo korist."  J.P.C. Kent ter M. in A. Hirmer trdijo, da je bil "žrtev nenaklonjenih cerkvenih in posvetnih avtoritet: za pravoslavno duhovščino je bil  pobožnjaški zagovornik arijanske herezije, za Julijana Odpadnika in mnogo drugih, ki so se kasneje okoristili na njegov račun, pa morilec, tiran in nesposoben vladar.  Večina sodobnikov ga je, izgleda, kljub temu zelo spoštovala. Na vojaškem področju je z vojnimi pohodi ob meji na Renu in Donavi v poznih 350. letih ponovno vzpostavil stabilnost po težavah, ki jih je povzročil Magnencijev upor.